# Chapelle Saint-Michel de la Grillonnais
La chapelle Saint-Michel est un édifice religieux catholique situé à Basse-Goulaine dans le département de la Loire-Atlantique en France.

## Description
La chapelle est située près du centre de Basse-Goulaine, en Loire-Atlantique. Elle s'élève à proximité de la route, dans une zone résidentielle, entourant d'un petit espace vert ; une croix de chemin est érigée à proximité.
Il s'agit d'un petit édifice simple à plan rectangulaire, à nef unique. Une statuette d'évèque surmonte le portail ; encore au-dessus, dans une niche de la façade, se trouve une cloche.

## Historique
La construction de la chapelle Saint-Michel remonterait au XVIe siècle. Elle aurait servi d'édifice religieux d'appoint lorsque les inondations rendaient impossible l'accès à l'église principale. Jusqu'au XIXe siècle, elle était entourée d'un petit cimetière, précisément destiné à accueillir les enterrements lors des périodes d'inondation.
Restaurée en 2013-2014, la chapelle est désacralisée : propriété de la commune, elle n'est plus destinée au culte, mais accueille des expositions.